# تين توكيتش
تين توكيتش (بالإيطالية: Tin Tokić) مواليد 29 ديسمبر 1985 في كوبر، جمهورية يوغوسلافيا الاشتراكية الاتحادية، هو لاعب كرة يد كرواتي إيطالي يلعب كظهير أيسر. يلعب حاليا مع شتينتسا مونيكيبال ديدمان باكاو في الدوري الروماني لكرة اليد. مثل منتخب إيطاليا لكرة اليد.

## روابط خارجية
- تين توكيتش على موقع الاتحاد الأوروبي لكرة اليد (الإنجليزية)
- تين توكيتش على موقع الاتحاد الفرنسي لكرة اليد (الفرنسية)